# Erdődy–Rubido-kastély (Gornja Rijeka)
Az Erdődy–Rubido-kastély 17. századi főúri kastély Horvátországban, a Kapronca-Körös megyei Gornja Rijeka településen.

## Fekvése
A falu déli részén, a Donja Rijekára vezető út mentén található.

## Története
Az Erdődy–Rubido-kastély elődje egy emeletes, négyszög alakú udvarház volt, melyet 1650-ben Reka néven említenek. Ennek a helyén építette fel Orehóczy László 1650 és 1663 között a mai kastély elődjét. A család, mely 1599 óta volt az uradalom birtokosa, Kiskemlék várából ide költözött át, és ekkor tették át ide az egykori kiskemléki uradalom székhelyét, mely ettől kezdve a gornjarijekai uradalom nevet viselte. A kastély és uradalma 1730-ig volt a család tulajdonában, amikor házasság útján, előbb a Keglevich, majd 1763-ban a Chamare grófi család tulajdona lett. Az eredeti épület egy egyszintes, téglalap alakú kúria volt. 1731-ben négy saroktornyos castellumként említik. A 18. század végén, valószínűleg 1791 és 1806 között Chamaré János gróf idejében két tornyát lebontották és az épületet nyugat felé toldották meg, miközben emeletet húztak rá. Így jött létre a mai háromszárnyú, U alakú épület, melynek homlokzata kelet felé néz. A belső udvart nyugatról fal zárja le, melyen kaput nyitottak. 
1818-ban az Erdődy család szerezte meg, majd Erdődy Szidónia grófnő házasságával a Rubido család birtoka lett. A család a horvát nemzeti megújhodás nagy harcosa volt, és a kastély ekkor élte fénykorát. A hagyomány szerint grófnő itt, a kastély északi tornyában énekelte el először a horvát nemzeti himnuszt. A kastélyt 19. században részben átalakították, a keleti és a  főhomlokzat ekkor kapta historizáló formáját. Sajnos berendezése nem maradt fenn. A déli szárnyhoz még a 19. század elején Harbuval-Chamaré Amália grófnő építtette a Nepomuki Szent János kápolnát, melyet 1866-ban sekrestyével toldottak meg, ekkor készült orgonája is. Harangját 1928-ban a plébániatemplomból hozták át. A kápolna 1946-ban megsemmisült, rokokó oltárát ekkor a plébániatemplomba vitték át. 
Erdődy Szidónia 1884-ben bekövetkezett halála után a birtokot fia, gróf Rubido-Zichy Radoszláv örökölte meg, aki a birtokot 1898-ban sógorának, Micewski Zsigmondnak adta el. Ő 1906-ban újra eladta, és több tulajdonos kezére került, akik a birtokot 1907 és 1912 között felparcellázták, majd a helyi parasztoknak adták el. A kastély maga a Grünwald-Gorjan család tulajdona lett. Ők még a második világháború előtt Antun Turk helyi birtokosnak adták el. A kastély körül 1860 körül parkot alakítottak ki, melyből mára csak a bejárat előtti rövid fasor maradt meg. A második világháború idején, a kastélyban zsidótábort rendeztek be, majd később a boszniai Kozara-hegység környéki gyermekek elhelyezésérére szolgált. A háború után 1984-ig alapiskola működött benne. 1995-ben megpróbálták szállodává és étteremmé átalakítani, de a munkálatok feltehetően pénzhiány miatt leálltak. A kastély az utóbbi időkben üresen és elhagyatottan áll.